# Leonardo di Bona
Giovanni Leonardo di Bona (ur. 1542 w Cutro, zm. 1587) – jeden z najsilniejszych szachistów XVI wieku. 

## Życiorys
Znany również jako Leonardo di Cutri od rodzinnego miasta lub "il Puttino" ("Malec") z racji niskiego wzrostu, Leonardo był zawodowym szachistą. Podobnie jak Paolo Boi jeździł po Europie w poszukiwaniu godnych przeciwników i możnych protektorów. W 1560 roku w Rzymie, gdzie studiował prawo, spotkał się po raz pierwszy z najsilniejszym hiszpańskim szachistą, księdzem Ruyem Lópezem, który wówczas pokonał wszystkich włoskich mistrzów królewskiej gry. Dwanaście lat później szachiści spotkali się ponownie w Rzymie, dokąd López przyjechał na inaugurację pontyfikatu papieża Grzegorza XIII. I tym razem López pozostał niezwyciężony. Znane są zapisy dwóch partii z 1572 roku pomiędzy Lópezem a Leonardem, łatwo wygranych przez hiszpańskiego duchownego.
Po przegranym meczu z Lopezem Leonardo udał się do Neapolu, gdzie pobierał nauki w szachowej akademii, prowadzonej przez najsilniejszego wówczas włoskiego szachistę Paola Boi. Po dwóch latach intensywnych studiów nad szachami rozegrał remisowy mecz ze swoim mistrzem. Celem Leonarda było pokonanie Ruy Lopeza. W 1575 roku wybrał się do Madrytu, gdzie wygrał kilka partii na stawki pieniężne ze swoim dotychczasowym pogromcą, Lopezem. Król Hiszpanii Filip II, miłośnik i propagator szachów, dowiedziawszy się o tym, wyznaczył dużą nagrodę i ustalił warunki meczu pomiędzy szachistami. Rywale mieli rozegrać pięć partii, do trzech wygranych. Mecz obserwowali inni sławni szachiści, towarzyszący Leonardowi jego przyjaciel Giulio Polerio i przybyły nieco później Paolo Boi. Leonardo przegrał dwie pierwsze partie, lecz trzy następne wygrał i odebrał bardzo wysoką nagrodę. Na dworze króla Filipa odbyły się również inne mecze, w których górą byli szachiści włoscy. Zarówno Polerio, jak i Boi zostali hojnie przez króla Hiszpanii nagrodzeni.
Po sukcesach w Madrycie Leonardo i Boi udali się na dwór króla Portugalii Sebastiana I w Lizbonie, gdzie pokonali portugalskich mistrzów. W Lizbonie również rozegrali mecz między sobą, zakończony zwycięstwem Leonarda. Spotkali się jeszcze raz kilka lat później w Neapolu, gdzie rozegrali remisowy mecz.
Z postacią Leonarda di Bona, podobnie jak z Paolem Boi, związane są liczne barwne i romantyczne opowieści, o których zgodności z faktami trudno wyrokować. Według nich Boi genialną grą w szachy sam wykupił się z rąk piratów, Leonardo natomiast grał z kapitanem piratów o życie swojego brata, oczywiście z dobrym skutkiem. Obaj podobno zostali otruci przez zawistników.